# Data General
Data General — одна из первых компаний по производству мини-компьютеров. Три из четырёх соучредителей компании были бывшими сотрудниками компании Digital Equipment Corporation. Первым продуктом компании стал 16-разрядный мини-компьютер Data General Nova с собственной многопользовательской операционной системой RDOS и собственным языком программирования Data General Business Basic. За Nova последовали линии мини-компьютеров Supernova и Eclipse. Компания следовала OEM-стратегии продаж, позволяя производителям использовать компьютеры Data General в своих системах. В конце 1970-х и начале 1980-х годов компания уделяла особое внимание производству микрокомпьютеров (microNOVA в 1977 и переносной Data General-One в 1984) и потеряла лидирующие позиции на рынке мини-компьютеров, что привело к уменьшению доли компании на компьютерном рынке в целом. В 1999 году Data General была поглощена компанией EMC Corporation.

## История

### Основание компании и первые мини-компьютеры
Компания Data General была основана бывшими сотрудниками Digital Equipment Corporation Эдсоном де Кастро, Генри Бурхардтом и Ричардом Согге, а также бывшим сотрудником Fairchild Semiconductor Гербертом Ричманом. Компания была зарегистрирована в штате Делавэр в апреле 1968 года.
Де Кастро был главным инженером проекта по созданию мини-компьютеров серии PDP-8, которые были пионерами на рынке дешёвых компьютеров. Опираясь на этот опыт, он начал разработку нового 16-разрядного компьютера, который появился в 1969 году под названием Data General Nova. Он имел ту же модульную конструкцию, что и PDP-8, однако был меньше размерами и существенно быстрее. Он быстро завоевал популярность на рынке, и Data General была вынуждена защищать свою интеллектуальную собственность от незаконного копирования. После первого успеха Data General в конце 1969 года была преобразована в публичную компанию.
После Nova последовал значительно более производительный компьютер SuperNova и несколько малых моделей, основанных на том же процессорном ядре. В 1978 году появилась последняя модель серии «Nova» — Nova 4. За этот период компания демонстрировала 20 % ежегодный рост и в 1975 году достигла уровня продаж $100 млн. В 1977 году компания выпустила 16-разрядный микрокомпьютер microNOVA, однако он не имел большого коммерческого успеха.
Система команд компьютера Nova была положена Чарльзом Такером в основу Xerox Alto, первого в мире компьютера с графическим интерфейсом.